# Stephanoaetus mahery
Stephanoaetus mahery (мадагаскарський вінценосний орел) — вимерлий вид хижих птахів родини Яструбові (Accipitridae). Вид існував на Мадагаскарі у голоцені. Вимер до 1500 року. Ймовірно живився лемурами. Птах знаходився на вершині харчового ланцюга поруч із велетенською фосою (Cryptoprocta spelea) та двома видами крокодилів.